# Miroslav Mentel
Miroslav Mentel est un footballeur slovaque né le 2 décembre 1962.